# 동궁초등학교
동궁초등학교는 대한민국 부산광역시 사상구 엄궁동에 위치한 공립 초등학교이다.

## 학교 연혁
- 1999년 9월 1일: 개교

## 참고 자료
- 동궁초등학교 - 한국교육학술정보원 학교알리미